# Liana Drahová
Liana Drahová (* 22. April 1953 in Bratislava) ist eine ehemalige slowakische Eiskunstläuferin, die im Einzellauf und im Paarlauf für die Tschechoslowakei startete.
Drahová begann ihre internationale Eiskunstlaufkarriere im Paarlauf mit Peter Bartosiewicz. 1968 wurden sie bei der Europameisterschaft Achte, bei der Weltmeisterschaft Zehnte und bei den Olympischen Spielen Zwölfte.
Ab 1970 trat Drahová als Einzelläuferin an. 1974 gelang ihr bei der Europameisterschaft in Zagreb der Gewinn der Bronzemedaille hinter Christine Errath und der Niederländerin Dianne de Leeuw. Bei Weltmeisterschaften war ihr bestes Ergebnis der siebte Rang, den sie 1973 erreichte.

## Ergebnisse

### Einzellauf
| Wettbewerb / Jahr                   | 1969–70 | 1970–71 | 1971–72 | 1972–73 | 1973–74 | 1974–75 |
| ----------------------------------- | ------- | ------- | ------- | ------- | ------- | ------- |
| Weltmeisterschaften                 |         |         |         | 7.      | 9.      | 11.     |
| Europameisterschaften               | 14.     | 14.     | 12.     | 4.      | 3.      | 4.      |
| Tschechoslowakische Meisterschaften | 2.      | 2.      | 1.      | 1.      | 1.      | 1.      |

### Paarlauf (mit Peter Bartosiewicz)
| Wettbewerb / Jahr                   | 1967–68 | 1968–69 |
| ----------------------------------- | ------- | ------- |
| Olympische Winterspiele             | 12.     |         |
| Weltmeisterschaften                 | 10.     | Z       |
| Europameisterschaften               | 8.      |         |
| Tschechoslowakische Meisterschaften | 1.      | 1.      |